# Legalize Já - Amizade Nunca Morre
Legalize Já - Amizade Nunca Morre é um filme brasileiro do gênero drama biográfico de 2018. É dirigido por Johnny Araújo e Gustavo Bonafé. A história é baseada na amizade entre os cantores Marcelo D2 e Skunk, interpretados por Renato Góes e Ícaro Silva, respectivamente.

## Sinopse
O jovem músico Skunk (Ícaro Silva) é revoltado com a opressão e os preconceitos sofridos diariamente pelas comunidades pobres, ele busca expor sua insatisfação através das letras de suas músicas. um certo dia, ele se esbarra com Marcelo (Renato Góes), que trabalha como vendedor de camisas de bandas de heavy metal e possui habilidade em compor letras de forte cunho social e questionador. A paixão pela música aproxima os dois que começam a construir uma forte amizade. Impulsionado por Skunk, Marcelo adentra o universo da música e, juntos, formam a banda Planet Hemp.

## Elenco
| Ator/Atriz         | Personagem                             |
| ------------------ | -------------------------------------- |
| Renato Góes        | Marcelo Maldonado Peixoto (Marcelo D2) |
| Ícaro Silva        | Luís Antonio da Silva Machado (Skunk)  |
| Ernesto Alterio    | Brennand                               |
| Marina Provenzzano | Sônia                                  |
| Rafaela Mandelli   | Suzana                                 |
| Stepan Nercessian  | Dark Gomes Peixoto                     |
| Shirley Cruz       | Marli                                  |
| Ricardo Ventura    | Médico                                 |

## Produção
O filme retrata o início da banda Planet Hemp por meio da história de amizade entre Marcelo D2 e o rapper Skunk, que foi morto em 1994. O próprio cantor Marcelo D2 ajudou na construção do roteiro junto com seu amigo Johnny Araújo, o qual já dirigiu alguns clipes da banda Planet Hemp.

## Recepção
Legalize Já teve uma boa repercussão entre o público e críticos especializados em cinema. No site IMDb, o filme conta com uma pontuação de 7,0 de 10 pontos com base em 267 avaliações. No site AdoroCinema, conta com 4 de 5 estrelas com base em 8 resenhas críticas da imprensa.
Thales de Menezes, em sua crítica à Folha de S.Paulo, escreveu: "Os dois atores conduzem o enredo sem a preocupação da micagem, da representação fiel de trejeitos e modo de falar dos personagens reais. Focam o mais importante, que é a construção do relacionamento da dupla."
Do O Estado de S.Paulo, Luiz Zanin Oricchio disse: "Pelas frestas da história dos dois, filtram-se algumas realidades da sociedade brasileira, como o preconceito racial, a ignorância e a intolerância de classe social. Como cinema, Legalize Já! é intenso, ritmado e de pegada libertária."
Marcelo Janot, do O Globo, elogiou a produção: "Os percalços e peculiaridades enfrentados por Skunk e Marcelo rumo ao topo são também uma crônica da batalha cotidiana do jovem carioca de classe média baixa. Pontuada aqui com ótima música, bom humor e alguns excessos melodramáticos."
Para o Omelete, Júlia Sabbaga escreveu: "O resultado de Legalize Já – Amizade Nunca Morre é um drama que sabe tanto refletir uma realidade pesada brasileira quanto deixá-la poética, com um elemento fantasioso essencial."
Marcelo Müller, do Papo de Cinema, disse: "Os realizadores investem bastante tempo na delineação dos dramas humanos que revestem as letras do Planet Hemp de autenticidade e pungência. Não estamos diante de uma cinebiografia edulcorada, de algo que doura a pílula, ainda que fique evidente a admiração como nutriente nos dilemas principais."

## Principais prêmios e indicações
| Ano  | Premiação                           | Categoria               | Nomeações                                  | Resultado | Ref.   |
| ---- | ----------------------------------- | ----------------------- | ------------------------------------------ | --------- | ------ |
| 2019 | Prêmio ABC de Cinematografia        | Melhor Montagem         | Marcelo Junqueira                          | Venceu    | [ 9 ]  |
| 2019 | Grande Prêmio do Cinema Brasileiro  | Melhor Som              | George Saldanha, Beto Ferraz e André Tadeu | Indicado  | [ 10 ] |
| 2019 | Prêmio Guarani de Cinema Brasileiro | Melhor Ator Coadjuvante | Ícaro Silva                                | Indicado  | [ 11 ] |